# Ammoniumnitraat
Ammoniumnitraat is een zeer goed in water oplosbaar zout van salpeterzuur en ammoniak, met als brutoformule NH4NO3. Het is een witte, kristallijne stof met een sterk hygroscopisch karakter. Ammoniumnitraat is een belangrijke kunstmeststof omdat zowel het kation (NH4+) als het anion (NO3−) ervan stikstof bevat. De wereldwijde productie van ammoniumnitraat werd geschat op 16,6 miljoen ton in 2019.
Ammoniumnitraat wordt in combinatie met benzine of kerosine (ANFO) als explosief gebruikt en het heeft in de mijnbouw dynamiet grotendeels verdrongen. De afkorting die wordt gebruikt in de explosieven- en rakettechniek is AN van ammonium nitrate. In veel landen wordt het gebruik van ammoniumnitraat in consumententoepassingen sterk afgeraden. Sinds het begin van de 20e eeuw zijn er duizenden mensen om het leven gekomen door onbedoelde ammoniumnitraatexplosies.

## Toepassingen
Ammoniumnitraat kent de volgende toepassingen:
- ijszakken;
- explosief (bijvoorbeeld Titanit);
- onderdeel van kunstmeststof. Voor een effectieve kunstmest is ammoniumnitraat onvoldoende, want kunstmest moet ook fosfor- en kaliumverbindingen bevatten naast stikstof.[2]
- oxidator in experimentele vastebrandstofraketten;
- synthese van verscheidene andere stikstofbevattende explosieven.

## Synthese
Ammoniumnitraat kan bereid worden uit reactie van ammoniak en salpeterzuur:
{\displaystyle {\ce {NH3 + HNO3 -> NH4NO3}}}
Dit is een exotherme reactie, waarbij dus energie vrijkomt als warmte. Omdat zowel salpeterzuur als ammoniak als waterige oplossing worden gebruikt, is het resultaat een oplossing van ammoniumnitraat in water, waarbij ook stoom is vrijgekomen. Om de stof te zuiveren moet het water eruit verdampt worden, waarna de stof nog gedroogd moet worden, in hetzij een priltoren, waarbij korreltjes ontstaan, hetzij een roterende granulator, waarbij bolletjes ontstaan. Door de warme oplossing te laten afkoelen ontstaan kristallen ammoniumnitraat.

## Chemische en fysische eigenschappen
De stof kan gevormd zijn als witte kristallen, korrels of bolletjes.

### Stabiliteit
Ammoniumnitraat is heel stabiel bij atmosferische druk en bij temperaturen tussen 18 en 32 °C, zowel chemisch als fysisch. De stof is echter sterk hygroscopisch. Als het vochtig wordt opgeslagen kan het samenklonteren tot een harde massa. De stof is ook corrosief voor koper, zink of gegalvaniseerde producten. Ook bepaalde bouwelementen reageren met ammoniumnitraat, vooral als die elementen alkalisch zijn. Dit leidt tot de vorming van ammoniak.

### Fasen
De stof kent verschillende kristalstructuren afhankelijk van de temperatuur. De dichtheid van deze fasen is verschillend. Tussen 18 en 32 °C is de kristalstructuur orthorombisch. Rond 32 °C treedt een faseverandering op, waarbij de korrels uiteenvallen in poeder.

### Verhitting en explosie
Bij verhitting van ammoniumnitraat gaat de vaste stof door een aantal faseovergangen. Bij 170 °C ontbindt de stof zich in salpeterzuur en ammoniak. Deze ontbinding is reversibel en endotherm.
Bij verdere verhitting tot boven 185 °C ontleedt de stof in gasvormige producten. Tijdens deze ontleding gaat hij een redoxreactie met zichzelf aan (een disproportionering). In het ammoniumkation heeft stikstof formeel een oxidatiegetal van -III, terwijl hetzelfde element in het nitraatanion een oxidatiegetal heeft van +V. De stof ontleedt door elektronen van het stikstofatoom uit ammonium aan het stikstofatoom uit nitraat af te staan, waardoor de oxidatiegetallen van beide atomen dichter bij nul komen te liggen.
Bij verhitting van het zuivere zout komen waterdamp en lachgas vrij:
{\displaystyle {\ce {NH4NO3 -> 2H2O + N2O}}}
De mate van explosiviteit hangt niet alleen af van de temperatuur, maar ook onder andere van de porositeit van de stof, en van de aanwezigheid van een (organische) brandstof. Dan gaat de ontleding nog verder door en wordt onder meer stikstof (N2) en zuurstof (O2) gevormd:
{\displaystyle {\ce {2NH4NO3 -> 4H2O + 2N2 + O2}}}
Vanwege de hoge bindingsenergie van N2 komt hierbij veel energie vrij. De vrijgekomen zuurstof kan reageren met de brandstof, wat nog meer energie oplevert. Dit is de reden dat ANFO een effectief explosief is.

### Oplossen in water
Wanneer ammoniumnitraat wordt opgelost in water doet zich een endotherme reactie voor. Hierdoor is een van de toepassingen een zogenaamd instant coldpack. Dit is een zakje waarin ammoniumnitraat en water gescheiden van elkaar zitten. Door in het zakje te knijpen, komen beide stoffen met elkaar in contact, zodat de temperatuur meteen daalt tot ongeveer 0-2 °C. Naast ammoniumnitraat worden ook calciumnitraat of ureum gebruikt.

### Destillatie met zwavelzuur
Door een destillatie van het zout met geconcentreerd zwavelzuur kan salpeterzuur teruggewonnen worden:
{\displaystyle {\ce {NH4NO3 + H2SO4 -> (NH4)HSO4 + HNO3}}}

## Geschiedenis
Ammoniumnitraat is eenvoudig te maken en wordt al 300 jaar geproduceerd. In eerste instantie als explosief en sinds de jaren 1900 ook als meststof.

## Milieu en gezondheid
Innemen van de stof kan leiden tot diarree of overgeven. Vingernagels, lippen en huid kunnen blauw kleuren. Er zijn geen langdurige effecten bekend. Bij verhitting van ammoniumnitraat ontstaat onder andere het giftige ammoniak. Te veel ammoniumnitraat in bodem of oppervlaktewater leidt tot de stikstofproblemen.

## Veiligheid
In Nederland worden bij de opslag van ammoniumnitraat door het RIVM veiligheidseisen gesteld, vooral vanwege het risico op deflagratie (explosieve verbranding). Bij de opslag wordt de temperatuur gemeten, zodat de kans op ongecontroleerde zelfopwarming wordt beperkt. Het gebruik van puur ammoniumnitraat als kunstmest is in Nederland niet toegestaan en het is dan ook niet in de handel. Desondanks maakt de gemeenteraad van Rotterdam zich zorgen over schepen met meer dan tweemaal de hoeveelheid explosief die ontplofte in Beiroet, die Rotterdam aandoen.

### Ongelukken met ammoniumnitraat
Ammoniumnitraat als zuivere stof heeft een lage gevoeligheid en is dus zeer moeilijk tot ontploffing te brengen; niettemin is er minstens een geval bekend waarin een vrachtwagen vol ammoniumnitraat zonder bekende aanleiding explodeerde (er was niet genoeg van terug te vinden om de oorzaak te reconstrueren).
- Op 21 september 1921 was er een ontploffing van een voorraad ammoniumnitraat op een fabrieksterrein in Oppau, Duitsland, waarbij 600 mensen omkwamen.[3]
- 29 april 1942: explosie in het bedrijf PCL, het latere Tessenderlo Chemie, waarschijnlijk door onbedachtzaam hardhandig verwijderen van aangekoekt ammoniumnitraat. Er vielen 189 doden en meer dan 900 gewonden bij deze ramp in Tessenderlo.[7]
- Tijdens een grote brand op 16 april en 17 april 1947 ontploften twee schepen met ammoniumnitraat (en zwavel), de Grand Camp en de High Flyer, in de haven van Texas City. 600 personen kwamen om. Er lagen destijds 3 schepen naast elkaar, alle geladen met ammoniumnitraat. Op het eerste schip brak brand uit die uitmondde in een ontploffing van de lading ammoniumnitraat. Als gevolg hiervan brak er ook op het tweede schip brand uit, gevolgd door een explosie.
- De explosie van 21 september 2001 in de  AZF-fabriek in Toulouse, waarbij 29 doden vielen.
- Op 31 juli 2009 moesten in de Amerikaanse staat Texas de 70.000 inwoners van de stad Bryan geëvacueerd worden vanwege een grote brand in een grote opslagplaats van ammoniumnitraat. Op 10 lichtgewonden na vielen er verder geen slachtoffers omdat de stof niet ontplofte maar gecontroleerd uitbrandde.
- Nadat er brand was uitgebroken, ontplofte op 17 april 2013 circa 30 ton ammoniumnitraat in een kunstmestfabriek in West (Texas). Daarbij vielen vijftien doden en 260 gewonden.[8]
- Op 12 augustus 2015 was er een serie explosies in de haven van Tianjin, waarbij ongeveer 800 ton ammoniumnitraat ontplofte.
- Op 4 augustus 2020 vond in Libanon een explosie plaats in de haven van Beiroet, dicht bij het centrum. Er deed zich eerst een explosie voor in een loods, die een tweede, veel krachtigere ontploffing van 2750 ton ammoniumnitraat tot gevolg had, waarbij een grote paddenstoelwolk ontstond.[9] De klap was tot op het 240 km verderop gelegen eiland Cyprus te horen.[10][11]

### Aanslagen met ammoniumnitraat
- De bomaanslag door Timothy McVeigh, in Oklahoma City in 1995, werd gepleegd met een vrachtwagen vol ammoniumnitraat en nitromethaan.[12]
- De bomaanslag door Anders Behring Breivik, in de regeringswijk van de Noorse hoofdstad Oslo op 22 juli 2011, werd veroorzaakt door explosieven op basis van ammoniumnitraat dat onttrokken werd uit kunstmeststof.